# Jacqueline Ramel

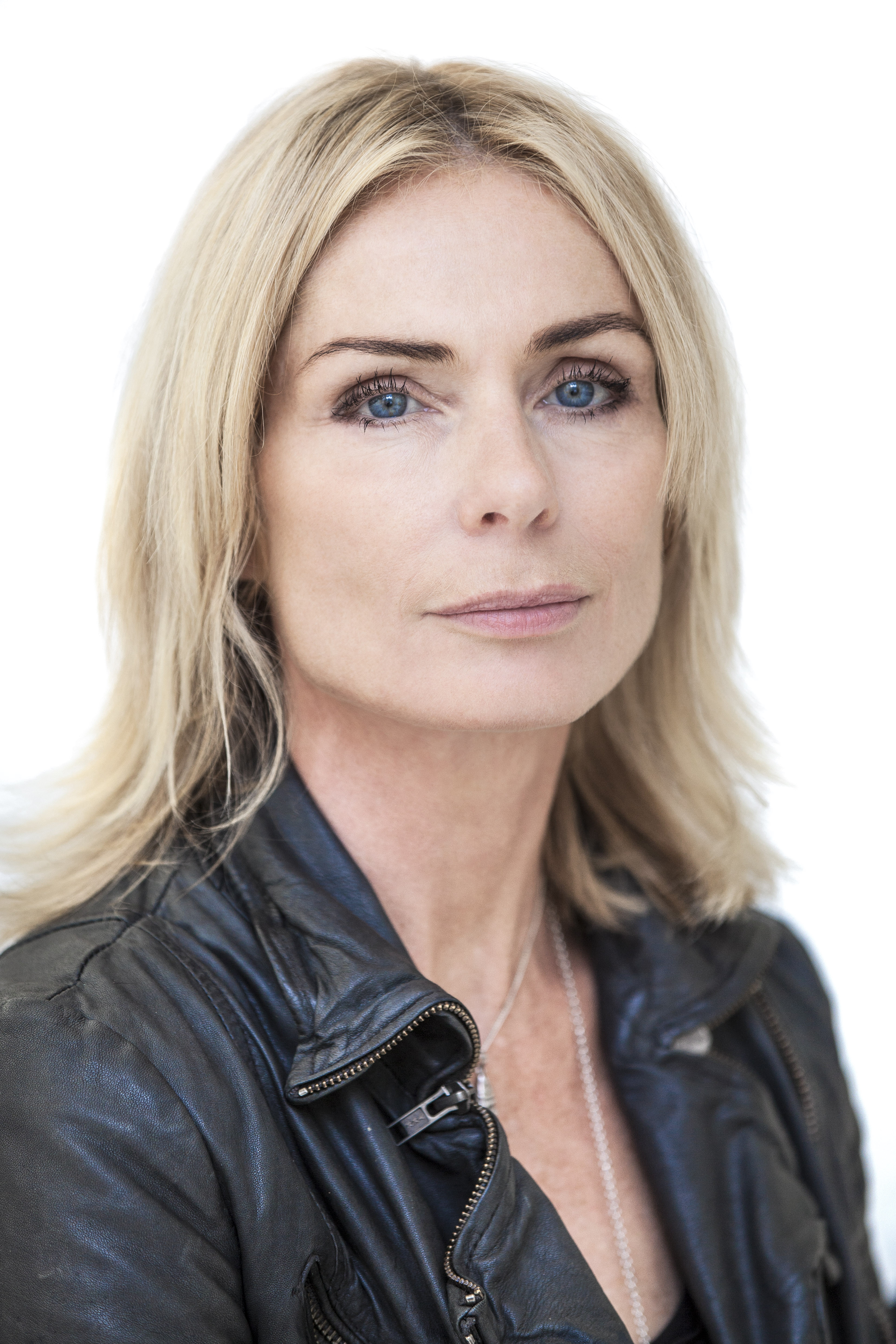
Jacqueline Ramel (2013)

Jacqueline Anna Charlotte Ramel (* 20. Dezember 1964 in Solna, Stockholms län) ist eine schwedische Schauspielerin und Regisseurin.
Sie entstammt der Familie Ramel. Nach dem Abitur arbeitete Ramel als Fotomodell in München und Paris. 1986 kehrte sie nach Stockholm zurück und bekam ihre erste Filmrolle in Den frusna leoparden. Im gleichen Jahr hatte sie einen Theaterworkshop bei Elisabet Seth und wurde von ihr zu einem weiteren Studium in New York an der Rapp Theatre Company empfohlen.
1993 kehrte sie erneut nach Schweden zurück. Ihre einzige Regiearbeit war 1996 der Film Vänner och fiender.
Ramel ist die Tochter von Stig Ramel und ist mit Stefan Larsson verheiratet.

## Filmographie (Auswahl)
- 1986: Den frusna leoparden
- 1988: Rejuvenator – Gib dem Teufel nie die Hand
- 1994: Lust
- 1995: Anmäld försvunnen
- 1998: Der letzte Mord
- 1999: Zero Tolerance – Zeugen in Angst
- 2000: Hotel Seger
- 2002: Ocean Ave
- 2003: Die dritte Gewalt
- 2003: The Third Wave – Die Verschwörung
- 2006: Kommissar Beck: Advokaten
- 2009: Inga Lindström: Der Erbe von Granlunda
- 2009: Verdict Revised – Unschuldig verurteilt
- 2010: Ein Pferd für Klara